# میهران تر-استپانیان
میهران تر-استپانیان (ارمنی: Միհրան Տէր Ստեփանեան؛  زادهٔ ۱۸۹۹ - درگذشته ۱۹۶۴) نویسنده اهل ارمنستان بود.

## زندگی‌نامه
وی در ۱۸۹۹ به دنیا آمد .  وی در ۱۹۶۴ در سن ۶۵ سالگی درگذشت.